# Braden Holtby
Braden Holtby (Lloydminster, 16 de setembro de 1989)  é um jogador profissional de hóquei no gelo canadense que atua na posição de goleiro pelo Washington Capitals, da NHL.

## Carreira
Braden Holtby foi draftado na 93º pelo Washington Capitals no Draft de 2008.

## Títulos

### Washington Capitals
- Stanley Cup: 2018